# 林肯郡 (伊利諾伊州)
林肯郡（英語：Lincolnshire）是位於美國伊利諾伊州萊克縣的一個村落。

## 地理
林肯郡的座標為42°11′47″N 87°55′02″W / 42.19639°N 87.91722°W，而該地最高點為海拔高度197米（即646英尺）。

## 人口
根據2010年美國人口普查的數據，林肯郡的面積為12.13平方千米，當中陸地面積為11.89平方千米，而水域面積為0.24平方千米。當地共有人口7275人，而人口密度為每平方千米599人。